# Жебрун, Анатолий Борисович
Анатолий Борисович Жебрун (19 июня 1942, д. Пиняны, Брестская область — 3 сентября 2015, Токсово, Ленинградская область) — советский и российский эпидемиолог, директор Петербургского НИИ эпидемиологии и микробиологии имени Пастера (с 1994 года), доктор медицинских наук, профессор, член-корреспондент РАМН (2004), член-корреспондент РАН (2014). Один из основателей нового направления биотехнологии — тонкой иммунохимии.

## Биография
Родился 19 июня 1942 года в д. Пиняны Пружанского района Брестской области.
Отец: Жебрун Борис Алексеевич (1900—1942) — учитель, участник Великой Отечественной войны, расстрелян за содействие партизанам. Мать: Жебрун Дарья Емельяновна (1900—1967) — крестьянка.
- 1965 г. — окончил факультет подготовки врачей для военно-морского флота Военно-медицинской академии им. С. М. Кирова
- 1965—1975 гг. — служба в ВМФ, в 1965-68 — Заполярье, Северный флот (военный врач); 1968-75 — ленинградский 1-й Военный Морской госпиталь, м.н.с. (занимался научными исследованиями в области иммунологии, участник 9-месячной экспедиции на кораблях ВМФ СССР в Индийский океан)[2]
- 1973 г. — кандидат медицинских наук[2]
- 1975—1977 гг. — младший научный сотрудник НИИ онкологии им. Петрова,
- 1977 г. — начало работы в НИИ имени Пастера, младший и старший научный сотрудник, заведующий лабораторией, заместитель директора по научной работе
- 1984 г. — доктор медицинских наук[2]

С 1994 г. — директор Петербургского НИИ эпидемиологии и микробиологии имени Пастера Роспотребнадзора РФ
Был сбит 3 сентября 2015 года пригородным электропоездом у железнодорожной станции в Токсово (Ленинградская область), когда он ехал на велосипеде в районе своей дачи. Похоронен в Санкт-Петербурге на Серафимовском кладбище.

## Признание и награды
- член правления Всероссийского научного общества эпидемиологов, микробиологов и паразитологов им. И. И. Мечникова
- председатель правления Санкт-Петербургского отделения общества
- член совета Международной сети институтов им. Пастера
- член Ассамблеи Парижского института им. Пастера
- Национальный орден Французской республики «За заслуги» (du Merite; офицер ордена) за укрепление и развитие научных и культурных связей между Россией и Францией[1][2]
- Почётный знак Всемирной Организации Здравоохранения
- член редколлегий журнала «Эпидемиология и инфекционные болезни» и «Журнала эпидемиологии, микробиологии, иммунобиологии»
- Орден Почёта (2003)[4]
- Медаль «В память 300-летия Санкт-Петербурга»
- 6 медалей ВС СССР, в том числе, медали «За безупречную службу в Вооруженных Силах СССР» II и III степени, «За воинскую доблесть»[5]

## Труды
Соавтор более 300 публикаций и  48 изобретений в области твердофазной иммунологии и биотехнологии. В институте имени Пастера под руководством А. Б. Жебруна было создано новое направление биотехнологии — тонкая иммунохимия, а также были разработаны новые технологии эпидемиологического надзора за инфекционными заболеваниями, в том числе полиомиелитом, туберкулезом, вирусными гепатитами A, В, С, дифтерией, корью, краснухой, ВИЧ-СПИДом и другими.
- «Проблемы контроля инфекционных заболеваний» (монография, 2003 в соавторстве)
- «Эволюция инфекционных болезней в России в 20 в.» (монография, 2003 в соавторстве)
- «Инфекция Hellcobacter pylori» (2006)